# Bondeno
Bondeno es un municipio situado en la provincia de Ferrara, en Emilia-Romaña (Italia). Tiene una población estimada, a fines de agosto de 2022, de 13 736 habitantes.
Las frazioni del municipio de Bondeno son: Scortichino, Gavello, Pilastri, Burana, Stellata, Zerbinate, Salvatonica, Settepolesini, Ponte Rodoni, Santa Bianca, Casumaro (en parte), Ospitale, Ponti Spagna

## Demografía
| Gráfica de evolución demográfica de Bondeno entre 1861 y 2022 |
|                                                               |
| Fuente: ISTAT - Elaboración gráfica de Wikipedia              |